# Passerella iliaca
Passerella iliaca là một loài chim trong họ Emberizidae.

## Phân loài
- P. i. iliaca (Merrem, 1786)
- P. i. unalaschcensis (Gmelin, JF, 1789)
- P. i. schistacea Baird, SF, 1858
- P. i. megarhyncha Baird, SF, 1858